# 研究著作法案
《研究著作法案》（英语：Research Works Act），又称H.R. 3699，是一项美国的法案。该法案于2011年12月16日由议员Darrell Issa (R-CA) 提交美国众议院，并由Carolyn B. Maloney (D-NY)共同支持。此法案所包含的条款可以妨碍对由美国联邦所资助的研究项目实行的开放访问授权（open access mandate）。 它实质上要更改国立卫生研究院的公共访问政策 （英语：Public Access Policy）中所规定的由纳税人所资助的研究项目应该可以在网络上自由访问的主张。  如果这项法案被通过，它将严重地阻碍科学数据的自由共享。